# Marinus van der Lubbe
Marinus (Rinus) van der Lubbe (Leiden, 13 januari 1909 – Leipzig, 10 januari 1934) was een Nederlandse arbeider en radencommunist die ter dood werd veroordeeld als brandstichter van het Rijksdaggebouw (der Reichstag, het Duitse parlementsgebouw) in Berlijn op 27 februari 1933. Hij was het eerste Nederlandse nazislachtoffer. Zijn vermeende daad en zijn dood hadden in Duitsland, in Nederland, en internationaal enorme gevolgen: de nazi's wonnen een week later de Duitse verkiezingen, en onder meer Nobelprijswinnaar Albert Einstein nam door de brand en het proces tegen Van der Lubbe stelling tegen de nazi's. De nazi's gebruikten de gelegenheid om de Duitse communisten zo goed als uit te roeien, en hen op te sluiten in concentratiekampen.

## Levensloop
Van der Lubbe bracht zijn vroege jeugd door in 's-Hertogenbosch. Zijn vader was ambulant handelaar. Toen Marinus twaalf jaar was, stierf zijn moeder. Hij werd daarna opgenomen in het gezin van een halfzuster uit het eerste huwelijk van zijn moeder in Oegstgeest.
Hij werkte als metselaar. Bij een ongeval op de bouw kreeg hij kalk in zijn ogen; operaties om zijn sterk verslechterde gezichtsvermogen te herstellen, mislukten. Hij kreeg een uitkering van fl. 7,44 per maand. Vervolgens verhuisde hij naar Leiden, waar hij in krakkemikkige woningen woonde.
Mensen die hem kenden omschreven hem als een wat schuchtere, aardige jongen. Een goedzak en een wereldverbeteraar, maar impulsief. Tweemaal moest hij de gevangenis in: de eerste keer voor het demonstreren op straat en het zich verzetten tegen de politie. De tweede maal voor het ingooien van de ruiten van het Maatschappelijk Hulpbetoon. Hij wilde meer geld om van rond te komen.
Hij had communistische en anarchistische ideeën, en was lid van de CJB Communistische Jeugd Bond. In 1931 wilde hij naar de Sovjet-Unie, om te kijken hoe de arbeiders daar leefden. Hij kwam niet verder dan Polen. Vrij plotseling vertrok hij in februari 1933 naar Duitsland, inmiddels 75% blind. Een paar dagen later stond in de krant dat hij brand had gesticht in de Rijksdag.

## Brandstichting

De Rijksdag brandt.

Van der Lubbe is bekend geworden als de brandstichter van het Duitse Rijksdaggebouw (der Reichstag) in Berlijn op 27 februari 1933. Dit was ongeveer een maand nadat Adolf Hitler op 30 januari 1933 rijkskanselier van Duitsland was geworden.
Sommige historici vragen zich af of hij echt alleen handelde of hulp kreeg. De nazi's voedden de theorie dat Marinus van der Lubbe hulp had gekregen van communisten, terwijl de communisten probeerden aan te tonen dat de nazi's het zelf hadden gedaan. Tijdens het Proces van Neurenberg verklaarde Generaal Franz Halder onder ede, dat Göring op 20 april 1942 heeft gepocht dat hij de brand had gesticht (zie: vragen over de Rijksdagbrand). Bruno Loerzer verklaarde op 28 februari 1933 in een gesprek met Albrecht Freiherr von Freyberg-Eisenberg-Allmendingen: "Ich verstehe nicht, was die Leute alle für einen Unsinn über den Reichstagsbrand verbreiten. Ich habe von meinem Freunde Göring mit einer Gruppe von SA-Männern den Auftrag bekommen, den Reichstag anzuzünden." ("Ik begrijp niet wat de mensen allemaal aan onzin verspreiden over de Rijksdagbrand. Ik heb van mijn vriend Göring de opdracht gekregen om met een groep SA-mannen de Rijksdag in brand te steken.")

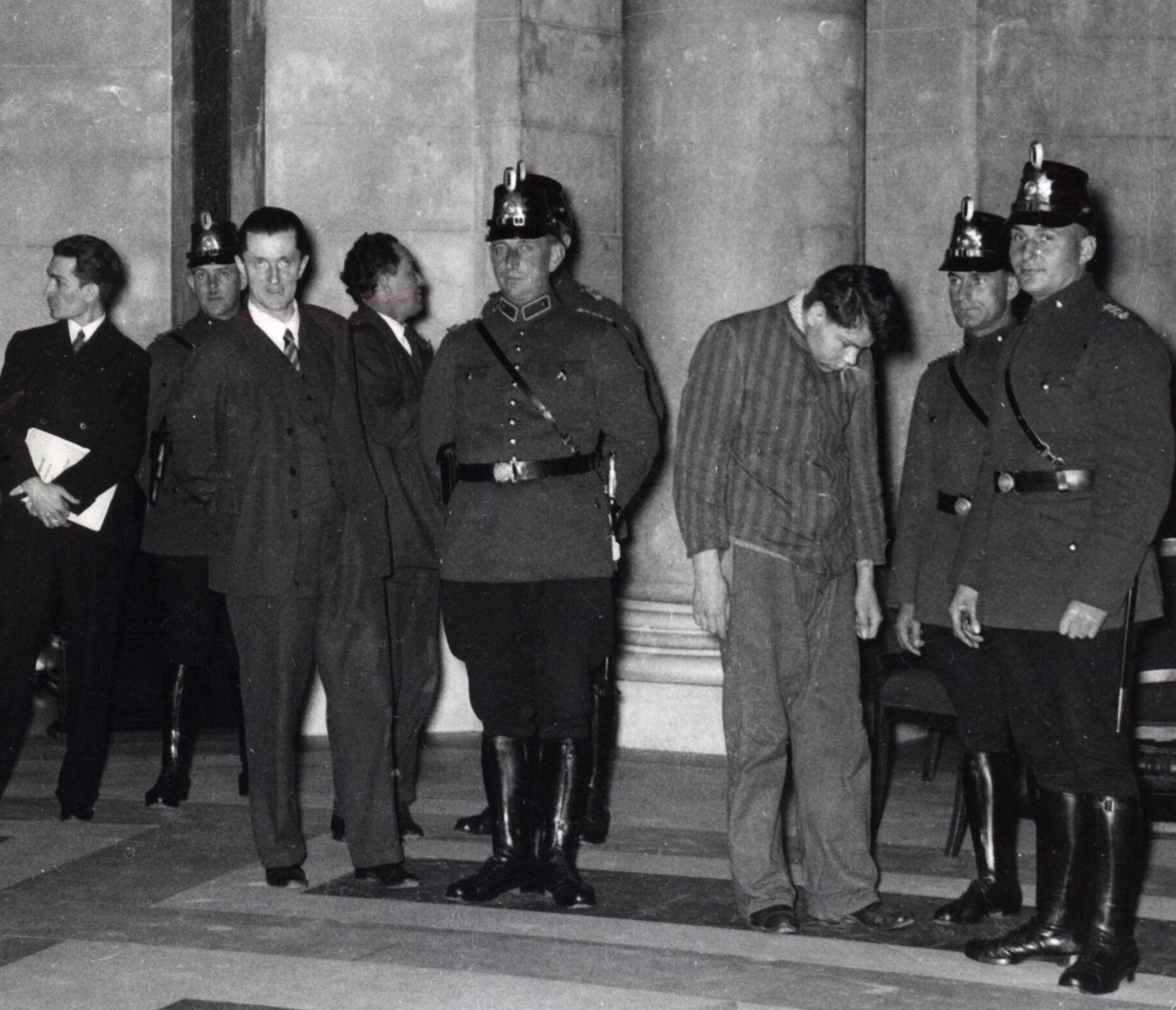
Van der Lubbe in gevangenschap (1933)

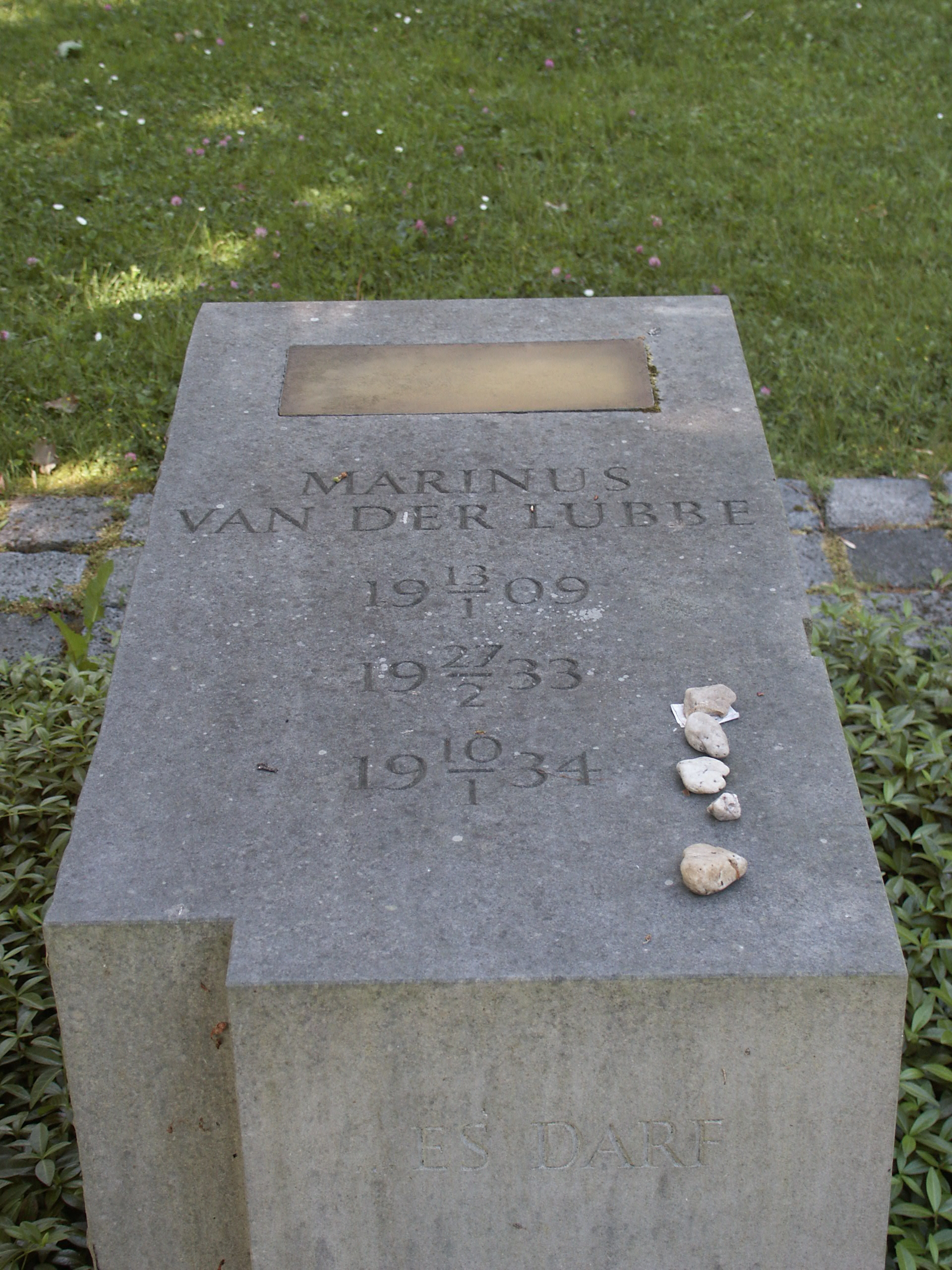
Gedenkteken voor Van der Lubbe op het Südfriedhof in Leipzig

Van der Lubbe stond met vier communisten terecht: de fractievoorzitter van de Duitse communisten (de KPD) Ernst Torgler en drie Bulgaren waaronder Georgi Dimitrov.
Hermann Göring wilde er een propagandashow van maken maar deze vier communisten en met name Dimitrov wisten zich met zoveel verve te verdedigen dat ze werden vrijgesproken. Van der Lubbe werd als enige schuldig bevonden en veroordeeld tot de doodstraf. Op 10 januari 1934 werd hij onthoofd in Leipzig. Voor zijn begrafenis werd zijn hoofd aan zijn romp genaaid. Tegen de wens van zijn familie werd hij anoniem begraven op het Südfriedhof. Daar staat sinds 13 januari 1999 een gedenkteken.

## Politieke gevolgen van de brandstichting
Voor de net aan de macht gekomen nazi's kwam de brand goed van pas. Ze gebruikten het als aanleiding om met diverse politieke tegenstanders, waaronder vooral veel communisten, hardhandig af te rekenen. Al in de nacht van de brand werd het hoofdkantoor van de KPD doorzocht en werden duizenden partijleden gearresteerd. 
De nazi's waren overigens wel geschrokken van het proces tegen de Bulgaren en waren vastbesloten een dergelijk fiasco niet meer te laten plaatsvinden (hoewel de vrijspraken snel werden vergeten). Naar aanleiding hiervan werd de rechterlijke macht grondig "gezuiverd".
De communistische partij nam afstand van Van der Lubbe. Zij brachten in juli 1933 het Braunbuch über Reichstagsbrand und Hitlerterror uit waarin Van der Lubbe ervan werd beschuldigd een lustknaap van SA-leider Ernst Röhm te zijn geweest die door de nazi's gebruikt was om de brand te stichten. Dit boek werd in 17 talen vertaald, waaronder in het Nederlands (Bruinboek van de Hitler-terreur en de Rijksdagbrand) Van dit boek verschenen voor illegale verspreiding ook gecamoufleerde uitgaven met een misleidende, geheel andere omslag en titel.
Volgens Sebastian Haffner was deze brand het sein tot de aanvang van Hitlers staatsterreur. Dit leidde tot de Rijksdagbrandverordening, waarbij de grondwet buiten werking werd gesteld en fundamentele rechten werden afgeschaft, waardoor politieke tegenstanders vervolgens willekeurig konden worden gearresteerd. In maart 1933 opende Reichsführer-SS Heinrich Himmler de poorten van het concentratiekamp Dachau.

## Epiloog
In de zaak Van der Lubbe is tot lang na zijn dood geprocedeerd.
In 1955 deed zijn broer Johannes (Jan) met hulp van een onbekende sponsor zijn eerste verzoek aan de West-Berlijnse justitie om de zaak te heropenen.  In 1967 werd de terdoodveroordeling omgezet in acht jaar tuchthuis. In 1980 werd hij na een herzieningsverzoek van zijn broer Jan zelfs vrijgesproken. Dit werd later weer ongedaan gemaakt wegens het ontbreken van een wettelijke basis voor de heropening van de zaak. Door toedoen van de Berlijnse advocaat Reinhard Hillebrand werd op 6 december 2007 het doodvonnis tegen Marinus van der Lubbe door het Duitse Federaal Gerechtshof van Karlsruhe opgeheven, waardoor de strafvervolging formeel werd stopgezet en de veroordeelde werd gerehabiliteerd. Dit gebeurde op basis van een in 1998 aangenomen wet die het mogelijk maakt bepaalde nationaalsocialistische vonnissen uit de periode tussen 1933 en 1945 ongedaan te maken, de zogenoemde "Gesetz zur Aufhebung nationalsozialistischer Unrechtsurteilen der Strafrechtspflege". Het vonnis betreffende de vrijspraak van de vier medeverdachten van destijds bleef onaangetast.
Uit een artikel van de Duitse krant Die Welt van 26 juli 2019 blijkt dat eerder die maand in het archief van de rechtbank van Hannover een notarieel vastgelegde verklaring van SA-medewerker Hans-Martin Lennings uit 1955 is aangetroffen, waarin deze bevestigt dat de brand al was gesticht voordat hij samen met Van der Lubbe bij de Rijksdag arriveerde, en waarin hij verder verklaart dat hij toen tevergeefs tegen de arrestatie van Van der Lubbe heeft geprotesteerd. Datzelfde artikel meldt dat er ernstige twijfel is of de verklaring van Lennings waarheidsgetrouw is.

## Herdenking

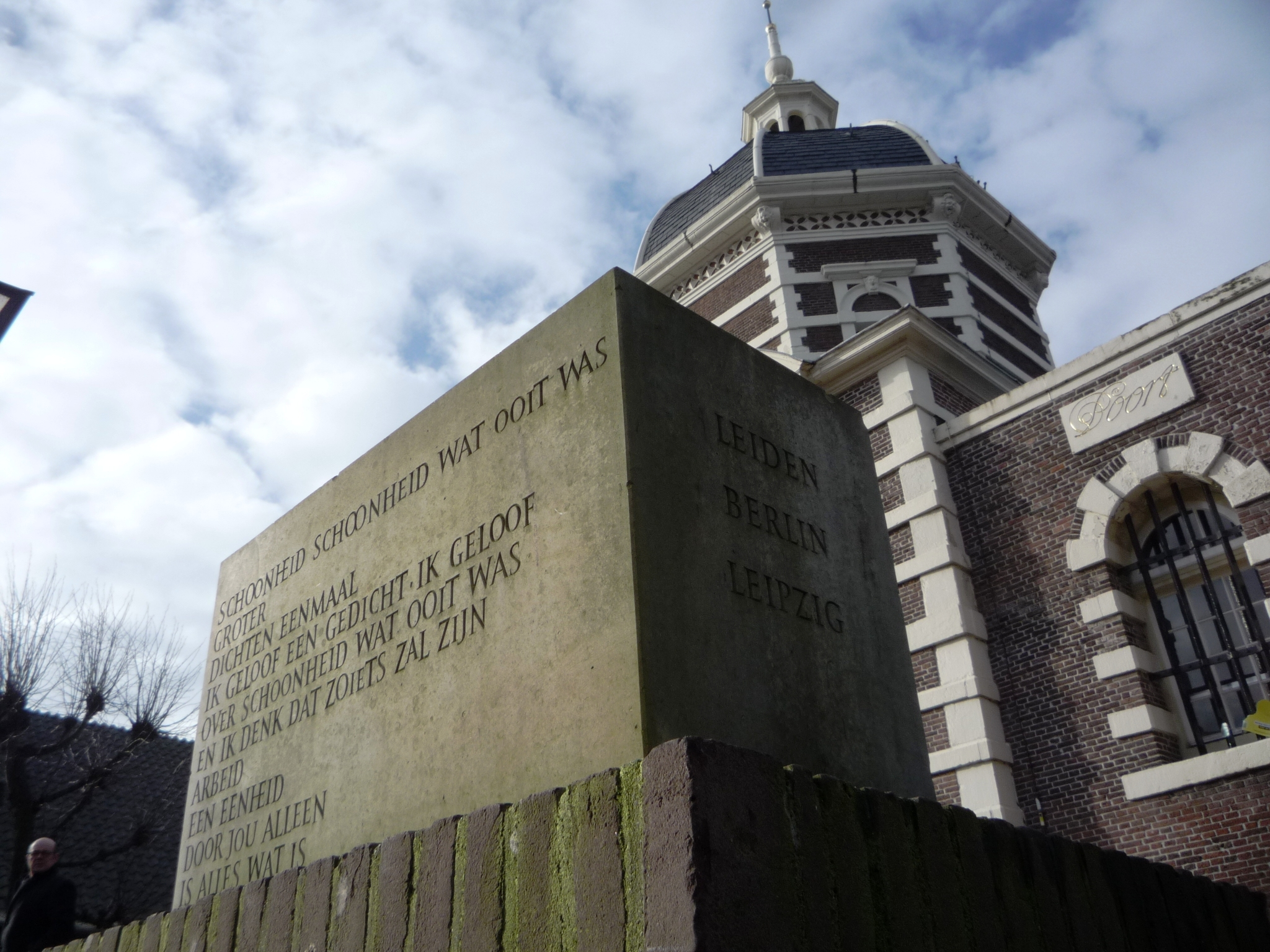
Monument voor Van der Lubbe in Leiden

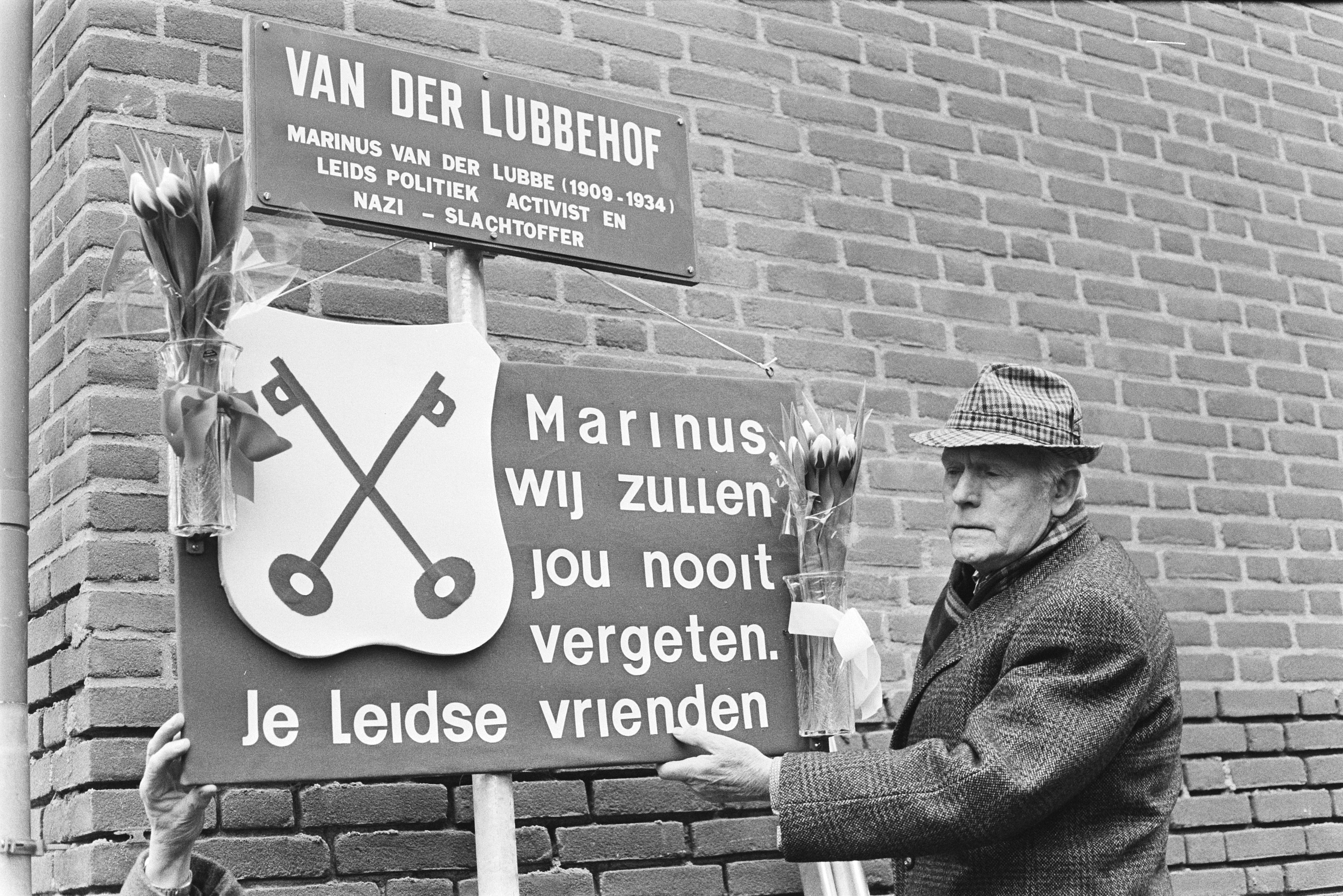
Onthulling Van der Lubbehof in Leiden (januari 1984)

Bij de Morspoort in Leiden staat een gedenksteen voor Marinus van der Lubbe. Tussen de Middelstegracht en de Uiterstegracht werd een nieuwbouwcomplexje naar hem genoemd: de Van der Lubbehof. Het ligt op een steenworp afstand van het adres waar hij korte tijd woonde.
Op 27 februari 2008, precies 75 jaar na de brand, werd in de Van der Lubbehof een levensgrote foto van de geboren Leidenaar onthuld. De foto is afgedrukt op een emaillen plaat. De plaquette kwam tot stand door een initiatiefcomité in samenwerking met de gemeente Leiden en werd onthuld door Elisabeth van der Lubbe en Adriane Derix-Sjardijn, nichten van Marinus.
In februari 2008, 2009 en 2010 is daarnaast driemaal een Van der Lubbelezing gehouden in Utrecht.
In 2020 werd Van der Lubbe door de schilder Gijs Donker vereeuwigd op een muurschildering in het voormalig fabrieksgebouw van Tieleman & Dros op de Middelstegracht 36 in Leiden, dat in eigendom is van de stichting Vrijplaats Leiden.

## Opgraving
In februari 2023 meldde het Duitse blad Der Spiegel dat het stoffelijk overschot van Van der Lubbe is opgegraven in Leipzig, zodat een team van patholoog-anatomen kon onderzoeken of de Nederlander tijdens het proces was gedrogeerd. Zijn stoffelijke resten zijn inderdaad door forensische onderzoekers geïdentificeerd, maar voor drogering is geen bewijs gevonden; evenmin kan drogering worden uitgesloten.

## Literaire verwerking

### Willem Elsschot
In 1934 schreef Willem Elsschot het gedicht Aan Van der Lubbe (opgedragen aan Simon Vestdijk) : 
waarvan de eerste en de laatste strofen zo klinken:
Jongen, met je wankel hoofd

aan den beul vooruit beloofd,

toen je daar je lot verbeidde

stond ik wenend aan je zijde.
[...]
Moog je geest in Leipzig spoken

tot die gruwel wordt gewroken,

tot je beulen, groot en klein,

door den Rus vernietigd zijn.

### Water en Vuur
De cineast Joost Seelen maakte in 1999 een onthullende documentaire over het leven van Marinus van der Lubbe, Water en Vuur. In deze documentaire wordt aan Van der Lubbe een andere plaats gegeven in de geschiedenis dan de plaats die hem veelal wordt toegedicht. Van der Lubbe blijkt namelijk niet de 'sukkel' die de geschiedenis veelal van hem maakte. Seelen maakt van hem juist een bevlogen idealist die zijn leven lang streed tegen onrecht en het opkomend fascisme.
In de documentaire wordt een gedicht voorgedragen dat Van der Lubbe daags voor zijn onthoofding op een briefkaart voor zijn familie en vrienden heeft geschreven. Het gedicht (O arbeid) gaat als volgt:

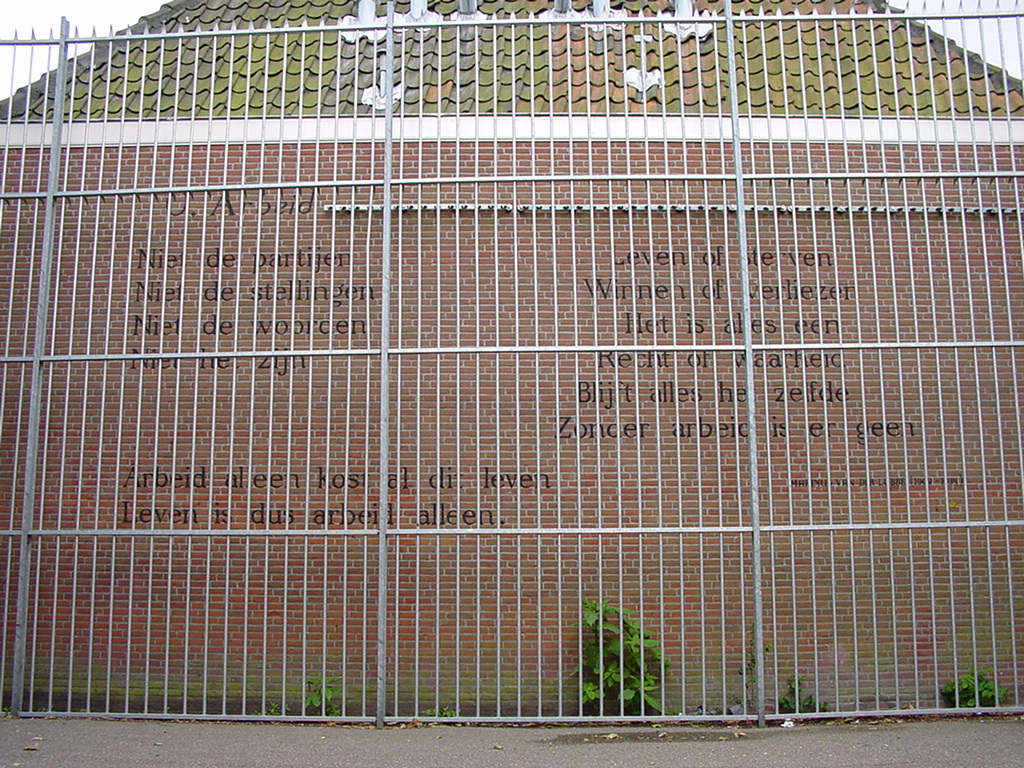
Gedicht op een muur in Leiden

O arbeid
Niet de partijen, niet de stellingen,
niet de woorden, niet het zijn;
Leven of sterven, winnen of verliezen,
het is alles één;
Recht of waarheid, blijft alles hetzelfde,
zonder arbeid is er géén;
Arbeid alleen kost al dit leven,
Leven is dus arbeid alléén.
Er zijn meerdere films gemaakt over Van der Lubbe, waaronder meerdere Duitse films, met elke keer een iets andere interpretatie van de persoon Van der Lubbe.

### Bertolt Brecht
In zijn allegorisch toneelstuk Der aufhaltsame Aufstieg des Arturo Ui schreef Bertolt Brecht een bedrijf waar Van der Lubbe onder de naam Fish optreedt.

### Harry Mulisch
Sander Broodman, het hoofdpersonage in de roman De versierde mens van auteur Harry Mulisch, in wiens werk de Tweede Wereldoorlog thematisch is, woont in een fictieve Van der Lubbestraat.

### Maarten Biesheuvel
Het debuut van de schrijver J.M.A. Biesheuvel, de verhalenbundel In de bovenkooi, is opgedragen aan Marinus van der Lubbe.